# Sybra neopomeriana
Sybra neopomeriana är en skalbaggsart som beskrevs av Stefan von Breuning 1939. Sybra neopomeriana ingår i släktet Sybra och familjen långhorningar. Inga underarter finns listade i Catalogue of Life.